# 마피아온라인
《마피아 온라인》(Mafia Online)은 오프라인에서 주로 하던 마피아 게임을 온라인으로 만든 추리형 테이블 롤플레잉 게임이다.

## 같이 보기
- 2008년 3월 1일 마피아 온라인 베타 오픈 (직업: 마피아, 시민, 의사, 경찰)
- 2009년 2월 13일 마피아 온라인 정식 서비스 (직업 추가: 스파이, 영매)
- 2009년 5월 3일 마피아 온라인 확장 서버 도입 (직업 추가: 사립탐정, 기자, 연인, 선무당, 국회의원)
- 2013년 1월 21일 마피아 온라인 3 클로즈 베타 (구성 직업: 영매, 경찰, 의사, 마피아, 시민)
- 2014년 1월 4일 마피아 온라인 3 정식 오픈
- 2015년 10월 1일 마피아온라인 3 서비스 종료

## 《마피아 온라인 3》
2014년 1월 4일에 모바일 브라우저 전용으로 서비스가 시작되었으나, 현재 서비스가 잠정적으로 중단된 상태이다.
마피아 온라인을 서비스 하는 회사가 검색결과 폐업을 한 것으로 보아 오래가지는 못했다.